# Большое Шапово
Большое Шапово — деревня в Рязанском районе Рязанской области. Входит в Тюшевское сельское поселение.

## География
Находится в северо-западной части Рязанской области на расстоянии приблизительно 13 км на запад-северо-запад по прямой от вокзала станции Рязань II.

## История
Известна с 1594 года как пустошь землевладельца Вердеревского. На карте 1850 года показана как поселение с 37 дворами. В 1859 году здесь (тогда деревня Рязанского уезда Рязанской губернии) было учтено 38 дворов , в 1897 — 78.

## Население
Численность населения: 390 человек (1859 год), 517 (1897), 6 в 2002 году (русские 100 %), 25 в 2010.